# 洛克哈特 (德克薩斯州)
洛克哈特（英語：Lockhart）是一個位於美國德克薩斯州考德威爾縣的城市。根據2010年美國人口普查，該地共人口12698人，而該地的面積約為40.40平方千米。同時該地也是考德威爾縣的縣治。

## 地理
洛克哈特的座標為25°52′55″N 97°40′34″W / 25.88194°N 97.67611°W，而該地的平均海拔高度為157米（即515英尺）。